# Salka remanei
Salka remanei – gatunek pluskwiaka z rodziny bezrąbkowatych i podrodziny Typhlocybinae. Występuje endemicznie na Tajwanie.

## Taksonomia
Gatunek ten opisany został po raz pierwszy w 2010 roku przez Irenę Dworakowską. Opisu dokonano na podstawie pięciu okazów odłowionych w 1990 roku na terenie tajwańskiego Chitou. Epitet gatunkowy nadano na cześć Adolfa Remanego.
Takson ten należy do grupy gatunków blisko spokrewnionych z S. lobata, którą reprezentują m.in. S. decorata, S. gaza, S. gviazdka, S. mamiya, S. wiejska oraz S. yeroboa.

## Morfologia
Pluskwiak o ciele długości od 3,15 do 3,5 mm. Głowę ma trochę węższą od przedplecza. Ciemię ma brudnożółtawe tło i dużą, czarniawą łatę. Twarz ma żółtawą część szczytową, czarniawą łatę na wierzchołku oraz brązowe: prawie cały przedustek, dwupłatową łatę na śródku rejonu czołowo-nadustkowego i dwie okrągłe plamki przy panewkach czułkowych. Tułów charakteryzuje się przedpleczem mniej więcej dwukrotnie dłuższym od ciemienia. Barwa przedplecza oraz tarczy i tarczki śródplecza jest brudnobrązowa; na przedpleczu występują jasnobeżaowa łatka na przedniej krawędzi i falista przepaska poprzeczna w połowie długości. Przód jest y, tył przedplecza, środek  i przód jaśniej brudnobrązowe, zaś tył tarczki brudnobrązowawy. Przednie skrzydło jest brązowe z ciemniejszymi: międzykrywką, polem brochosomowym i rejonem je poprzedzającym oraz białawą do jasnobeżowej czwartą komórką apikalną i kostalną połową trzeciej komórki apikalnej. Spośród komórek apikalnych przedniego skrzydła pierwsza i trzecia są bardzo duże i szerokie, druga wąska, a czwarta krótka i szeroka. Odwłok ma drugi sternit z małymi apodemami. Samiec ma dobrze zesklerotyzowaną kapsułę genitalną. Pygofor ma wyrostek grzbietowy grubszy, a wyrostek brzuszny dłuższy niż u S. wiejska, zaś paramery mają części doogonowe szersze niż u wspomnianego gatunku. Podobnie jak u S. wiejska edeagus ma lekko przypłaszczony bocznie trzon z falistymi wyrostkami, z których jeden przesunięty jest donasadowo.